# بينغ بونغ (صاروخ)
صاروخ بينغ بونغ، (بالإنجليزية: (Ping-Pong (rocket)‏. هو صاروخ استطلاع في ميدان المعركة طورته شركة لوكهيد - كاليفورنيا - فيما بعد شركة لوكهيد للصواريخ والفضاء - لاستخدامها من قبل جيش الولايات المتحدة. يهدف إلى إعطاء قادة ساحة المعركة القدرة على الحصول على بيانات عبر التصوير الفوتوغرافي على مواقع العدو. وصلت إلى مرحلة اختبار الطيران قبل أن يتم إلغاؤها.

## خلفية تاريخية
في عام 1964، دعا جيش الولايات المتحدة إلى تقديم مقترحات لصاروخ يمكن أن تطلقه وحدات الجيش نحو الموقع المشتبه به لوحدات العدو، مع كاميرا محمولة على متن الصاروخ يلتقط صورا للمنطقة المستهدفة، قبل محرك ثانٍ لإعادة البحث، يقع في إطلاق الصاروخ، لإعادته إلى نقطة انطلاقه لتحليل صوره الاستطلاعية. تم استلام المقترحات من لوكهيد-كاليفورنيا، جوديير أيروسبيس، قسم الصواريخ في شركة كرايسلر، وبيش إيركرافت. تم تمويل اقتراح لوكهيد، المسمى «بينغ بونغ»، من أجل التطوير.